# Западная Виргиния
За́падная Вирги́ния (англ. West Virginia, американское произношение: [west vərˈdʒɪniə] (слушать)о файле) — штат на востоке США, один из так называемых Южно-Атлантических штатов (единственный штат данной группы, не имеющий выхода к Атлантическому океану). Население в 2013 г. составило 1 854 304 человек (38-е место в США). Столица и крупнейший город — Чарлстон. Другие крупные города — Хантингтон, Уилинг и Моргантаун.
Официальное прозвище — «Горный штат» (англ. Mountain State). Девиз: Montani semper liberi (в переводе с лат. — «Горцы всегда свободны»).

## География и климат
Площадь штата составляет 62 755 км² (41-е место среди штатов). На севере Западная Виргиния граничит с Пенсильванией, на востоке — с Мэрилендом и Виргинией, на западе — с Кентукки и Огайо. Территория Западной Виргинии расположена в системе Аппалачей. Средняя высота над уровнем моря — 457 м, с наименьшей высотой в 75 м (около Харперс-Ферри) и наивысшей точкой — горой Спрус-Ноб (1482 м). Западная Виргиния расположена в двух физиографических районах: аппалачское плато (около 5/6 территории) и аппалачская долина хребтов, включающая Голубой хребет и аппалачскую долину. Наиболее крупные реки штата — Канова, Потомак, Мононгахила и Нью-Ривер. Около 80 % территории штата покрыто лесами.
Климат континентальный, умеренно влажный, нередки наводнения.
Более трёх десятков парков штата.

## Геология
Около 400 миллионов лет территория Западной Виргинии находилась в длинной океанской впадине или геосинклинали, которая простиралась от Нью-Брансуика до Алабамы, на месте современных Аппалачей. Уход океана оставил на территории залежи соли (морской и каменной) на западе штата и известняка на востоке. К востоку от впадины находились Старые Аппалачи, вымывание которых привело к наложению и поднятию горных слоёв. До окончательного формирования большая часть Западной Виргинии была заболочена, что привело к формированию богатых залежей угля. Около 7 миллионов лет назад из-за эрозии территория штата стала полностью плоской. В начале ледникового периода (около миллиона лет назад), реки и эрозия сформировали существующий ландшафт Западной Виргинии. Во время ледникового периода, который закончился около 10 тысяч лет назад, на долину Огайо наступили ледники, что значительно повлияло на водную систему штата.

## История
В древности на территории Западной Виргинии была развита индейская культура Адена, от которой на севере штата остались ритуальные курганы. К началу XVII в. здесь жили племена чероки, делаваров, шауни и саскуэханна.
Первыми европейскими поселенцами на территории будущего штата Западная Виргиния считаются британский полковник Морган Морган, валлиец по происхождению, основавший колонию на реке Милл-Крик в 1726 году, торговец пушниной Джон Ван Метр и группа немецких переселенцев, создавших на правом берегу Потомака поселение Новый Мекленбург (ныне — город Шепердстаун). Среди селившихся здесь европейцев в середине XVIII века преобладали выходцы из Шотландии, Ирландии и различных германских княжеств.

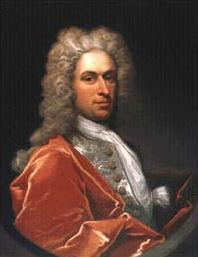
Томас Ли, первый менеджер Компании Огайо.

Между 1748 и 1751 годами эту территорию обследовал Джордж Вашингтон, тогда ещё младший офицер милиции Виргинии, который в своих заметках указал, что в верхнем течении реки Потомак уже имеется множество ферм иммигрантов преимущественно немецкого происхождения. В это же время здесь появились эмиссары Компании Огайо, созданной в Виргинии для организации новых колоний в бассейне реки Огайо. Хотя местные индейцы оказывали сопротивление нашествию белых переселенцев с востока, поток иммигрантов нарастал. Практически все они были уничтожены или изгнаны во время разразившейся вскоре войны британцев с французами и индейцами.
После войны заселение территории будущего штата англичанами возобновилось. В 1769 году на территории провинции появился город Уилинг, в 1774-м — Пойнт-Плезант, в 1785-м — Паркерсберг, в 1788-м — Чарлстон.
Изначально Западная Виргиния была тесно связана с соседней Виргинией, в составе которой она находилась некоторое время. Но уже в 1776 году поселенцы запада Виргинии обратились с петицией к Конгрессу с просьбой разрешить им создание собственных органов власти. Если жители восточной Виргинии больше тяготели к американскому Югу, то западные виргинцы чувствовали свою общность с северными штатами.
После начала Гражданской войны большинство делегатов конвента штата проголосовали в Ричмонде за выход из Союза. Однако делегаты из северо-западных районов на отдельной конференции в июне 1861 г. выбрали собственного губернатора. В октябре 1862 г. западные виргинцы проголосовали на референдуме за создание своего штата под названием Канова с временной столицей в Уилинге. В апреле 1862 г. была принята конституция штата, а 20 июня 1863 г. он официально вошел в состав США под нынешним названием, став 35-м по счету штатом. Конституция штата была принята в 1872 г.
В периоды с 1862 по 1870 и с 1875 по 1885 г. столицей штата был Уилинг, в 1870 г. этот статус перешёл к Чарлстону. Бурное промышленное развитие штата пришлось на последние десятилетия XIX в., что было связано с разработкой месторождений полезных ископаемых и строительством железных дорог. Ведущим сектором экономики была и продолжает оставаться горнодобывающая промышленность. Наиболее интенсивные периоды развития угольной промышленности пришлись на период 1910—1970 г. (Западная Виргиния занимала первое место в стране по добыче угля). В начале XX века штат неоднократно охватывали беспорядки в связи с борьбой горняков за свои права.

## Экономика
В штате имеются значительные запасы угля, природного газа, нефти, соли и других полезных ископаемых, что определяет его развитие. Развита химическая промышленность, основанная на переработке полезных ископаемых. Хорошо развито сельское хозяйство (животноводство, птицеводство, выращивание яблок, персиков, кукурузы, табака). Однако численность ферм в последнее время сокращается. Значительное место в экономике играет туризм.

## Население
| 1910       | 1920       | 1930       | 1940       | 1950       | 1960       | 1970       | 1980       | 1990       |
| ---------- | ---------- | ---------- | ---------- | ---------- | ---------- | ---------- | ---------- | ---------- |
| 1 221 119  | ↗1 463 701 | ↗1 729 205 | ↗1 901 974 | ↗2 005 552 | ↘1 860 421 | ↘1 744 237 | ↗1 949 644 | ↘1 793 477 |
| 2000       | 2010       | 2015       | 2020       |            |            |            |            |            |
| ↗1 808 344 | ↗1 852 994 | ↘1 844 128 | ↘1 793 716 |            |            |            |            |            |